# Allium birkinshawii
Allium birkinshawii — вид рослин з родини амарилісових (Amaryllidaceae); ендемік Сирії.

## Поширення
Ендемік Сирії.
Географічне картографування Arcview визначає середовище проживання як «Близькосхідний степ».

## Загрози
Конкретні загрози цьому виду невідомі. Однак в екорегіоні триває низка загроз, наприклад, перевипас домашньої худоби й перетворення площ на сільське господарство.
В регіоні немає захищених територій, де був зібраний типовий зразок.